# Samantha John
Samantha John (nascida em 1985/1986) é uma empresária estadunidense, conhecida por ser a cofundadora do Hopscotch, um aplicativo de aprendizado de código.

## Educação e carreira
Samantha John estudou matemática aplicada, inglês e literatura comparada na Universidade de Columbia. Ela se interessou por computadores e programação em seu último ano de faculdade, quando começou a trabalhar em um site para um clube estudantil. Antes de desenvolver o Hopscotch, ela trabalhou como engenheira e desenvolvedora no Pivotal Labs. Ela era uma das únicas mulheres desenvolvedoras da empresa. Depois de fazer parceria com Jocelyn Leavitt, cofundadora da Hopscotch e também ex-aluna da Columbia, Samantha criou seu primeiro aplicativo chamado "Daisy the Dinosaur", em 2012. Samantha John finalmente deixou seu trabalho de consultoria para se dedicar ao desenvolvimento do Hopscotch em tempo integral.

## Hopscotch
Samantha John criou o Hopscotch aos 26 anos, em conjunto com a educadora Jocelyn Leavitt, que percebeu a falta de mulheres e pessoas negras na engenharia. Hopscotch é a primeira linguagem de programação projetada para um dispositivo com tela sensível ao toque. Samantha e Jocelyn pretendiam criar uma linguagem de programação que fosse simples o suficiente para ser usada pelas crianças, ao mesmo tempo que permitisse que as crianças aprendessem e fossem criativas. O aplicativo envolve uma linguagem de programação visual, em vez de empregar linhas de código. O Hopscotch, voltado para crianças de oito a 12 anos, foi baixado 20 mil vezes na semana de seu lançamento. John e Leavitt lançaram o aplicativo para iPad pela primeira vez em 2013 e, desde então, desenvolveram o aplicativo para iPhone. Em um ano, os usuários criaram mais de 2,5 milhões de projetos. A maioria das crianças usa o aplicativo para criar jogos e obras de arte animadas enquanto aprende noções básicas de programação. Segundo as fundadoras, quase metade dos usuários do Hopscotch são meninas.
Hopscotch foi parcialmente inspirado no HyperCard, um dos primeiros aplicativos de software e kit de desenvolvimento que também inspirou o criador do software "wiki", bem como no Scratch, um dos primeiros ambientes de programação visual. Além disso, Samantha John inspirou-se em seu mentor, Alan Kay. Samantha John revelou no Shark Tank que, desde 2020, o Hopscotch tinha 200 mil usuários ativos por mês.

## Reconhecimentos
- ? - Hopscotch recebeu o prêmio de Melhor Aplicativo de Tecnologia Educacional da Parent Magazine.[15]
- 2013 - Business Insider listou Samantha John como uma das "30 mulheres mais importantes em tecnologia com menos de 30 anos", "Silicon Alley 100" e "28 mulheres extraordinárias na tecnologia de Nova York" por cofundar a Hopscotch Technologies.[5][8][16]
- 2014 - revista Glamour nomeou Samantha John e a cofundadora Leavitt em sua lista de "35 mulheres com menos de 35 anos que estão mudando a indústria da tecnologia".[12]
- 2015 - Samantha John foi listada como uma das 100 mulheres da BBC.[1]